# Cypriotisch voetbalkampioenschap 1936/37
In 1936/37 werd het derde Cypriotische voetbalkampioenschap gespeeld. APOEL Nicosia won de competitie voor de tweede keer.

## Stand
| Pos | Team                     | Wed | W | G | V | Ptn | DV | DT | +/− |
| --- | ------------------------ | --- | - | - | - | --- | -- | -- | --- |
| 1   | APOEL Nicosia (C)        | 12  | 8 | 3 | 1 | 19  | 41 | 12 | +29 |
| 2   | Trast AC                 | 12  | 9 | 1 | 2 | 19  | 38 | 13 | +25 |
| 3   | Lefkoşa Türk Spor Kulübü | 12  | 5 | 5 | 2 | 15  | 29 | 16 | +13 |
| 4   | AEL Limassol             | 12  | 6 | 2 | 4 | 14  | 39 | 24 | +15 |
| 5   | Aris Limassol F.C.       | 12  | 1 | 3 | 8 | 5   | 20 | 30 | −10 |
| 6   | Olympiakos Nicosia       | 12  | 1 | 3 | 8 | 5   | 18 | 49 | −31 |
| 7   | Anorthosis Famagusta FC  | 12  | 2 | 1 | 9 | 5   | 10 | 51 | −41 |

|  | Kampioen |

## Resultaten
| Thuis \ Uit | AEL | ANR | APN | ARS | OLM | TRS | LTS |
| ----------- | --- | --- | --- | --- | --- | --- | --- |
| AEL         |     | 6–1 | 1–3 | 2–2 | 4–2 | 2–0 | 2–2 |
| Anorthosis  | 4–1 |     | 1–8 | 2–1 | 1–1 | 0–6 | 0–3 |
| APOEL       | 4–1 | 6–0 |     | 3–1 | 8–0 | 1–3 | 1–1 |
| Aris        | 2–5 | 3–2 | 0–1 |     | 2–2 | 1–2 | 3–1 |
| Olympiakos  | 0–9 | 1–2 | 2–4 | 4–3 |     | 0–5 | 3–3 |
| Trust       | 5–3 | 6–0 | 1–1 | 4–0 | 3–2 |     | 2–3 |
| LTSK        | 2–0 | 6–0 | 1–1 | 2–2 | 5–1 | 0–1 |     |

## Kampioen
| 1936/1937                 |
| Cyprus                    |
| ------------------------- |
| APOEL Kampioen (2° titel) |

1934/35 · 1935/36 · 1936/37 · 1937/38 · 1938/39 · 1939/40 · 1940/41 · 1941/42 · 1942/43 · 1943/44 ·  1944/45 · 1945/46 · 1946/47 · 1947/48 · 1948/49 · 1949/50 · 1950/51 · 1951/52 · 1952/53 · 1953/54 · 1954/55 · 1955/56 · 1956/57 · 1957/58 · 1958/59 ·  1959/60 · 1960/61 · 1961/62 · 1962/63 · 1963/64 · 1964/65 · 1965/66 · 1966/67 · 1967/68 · 1968/69 · 1969/70 · 1970/71 · 1971/72 · 1972/73 · 1973/74 · 1974/75 · 1975/76 · 1976/77 · 1977/78 · 1978/79 · 1979/80 · 1980/81 · 1981/82 · 1982/83 · 1983/84 · 1984/85 · 1985/86 · 1986/87 · 1987/88 · 1988/89 · 1989/90 · 1990/91 · 1991/92 · 1992/93 · 1993/94 · 1994/95 · 1995/96 · 1996/97 · 1997/98 · 1998/99 · 1999/00 · 2000/01 · 2001/02 · 2002/03 · 2003/04 · 2004/05 · 2005/06 · 2006/07 · 2007/08 · 2008/09 · 2009/10 · 2010/11 · 2011/12 · 2012/13 · 2013/14 · 2014/15 · 2015/16 · 2016/17 · 2017/18 · 2018/19 · 2019/20 · 2020/21 · 2021/22